# Hugo Beurey
Hugo Beurey (Nancy, 17 de mayo de 1998) es un deportista francés que compite en remo. Ganó dos medallas en el Campeonato Europeo de Remo, en los años 2019 y 2023.

## Palmarés internacional
| Campeonato Europeo | Campeonato Europeo | Campeonato Europeo | Campeonato Europeo      |
| Año                | Lugar              | Medalla            | Prueba                  |
| ------------------ | ------------------ | ------------------ | ----------------------- |
| 2019               | Lucerna (Suiza)    | Medalla de bronce  | Cuatro scull ligero     |
| 2023               | Bled (Eslovenia)   | Medalla de oro     | Scull individual ligero |